# 金達 (嘉靖進士)
金達（1501年—1571年），字德孚，號桂峰，又号星桥，江西浮梁人，明朝政治人物。嘉靖丙辰探花及第。累官南京國子監司業。

## 生平
嘉靖二十五年（1546年），丙午科江西鄉試第三名舉人。嘉靖三十五年（1556年）中式丙辰科會試第一名，殿試中式一甲第三名進士，授翰林院編修。因母喪丁憂去官，除服，擔任册封乐安王副使。嘉靖四十二年（1563年），升任南京國子監司業。隆慶二年（1568年），因事辭職，隆慶五年去世，享年七十一。著有《星桥集》等。

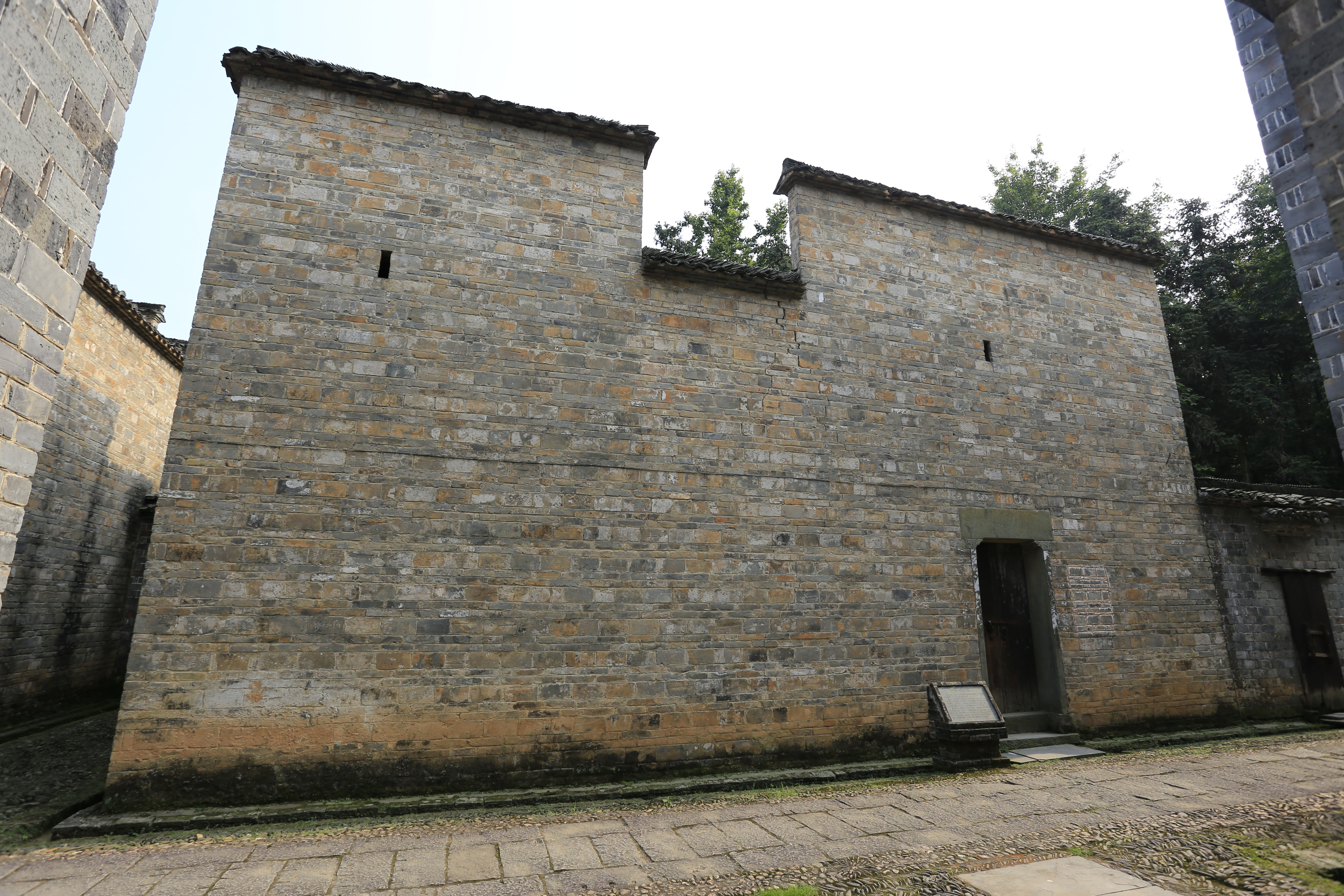
金达故居，是金达的出生地，原位于浮梁县峙滩镇英溪村，现迁建至景德镇古窑民俗博览区内的明园。

## 家族
曾祖金海關；祖父金禎；父金玉璿，母張氏。兄金增、弟金培。